# Arafo (capital municipal)
Arafo es una entidad de población y capital administrativa del municipio homónimo, en la provincia de Santa Cruz de Tenerife, en la isla de Tenerife —Canarias, España—.

## Toponimia
El término Arafo es de procedencia guanche, significando según algunos autores 'deslizamiento, talud'.
Según el poeta-historiador Antonio de Viana en su poema La Conquista de Tenerife, Arafo era el nombre de uno de los guerreros del mencey Bencomo que muere en la matanza de Acentejo a manos de los conquistadores castellanos.

## Características

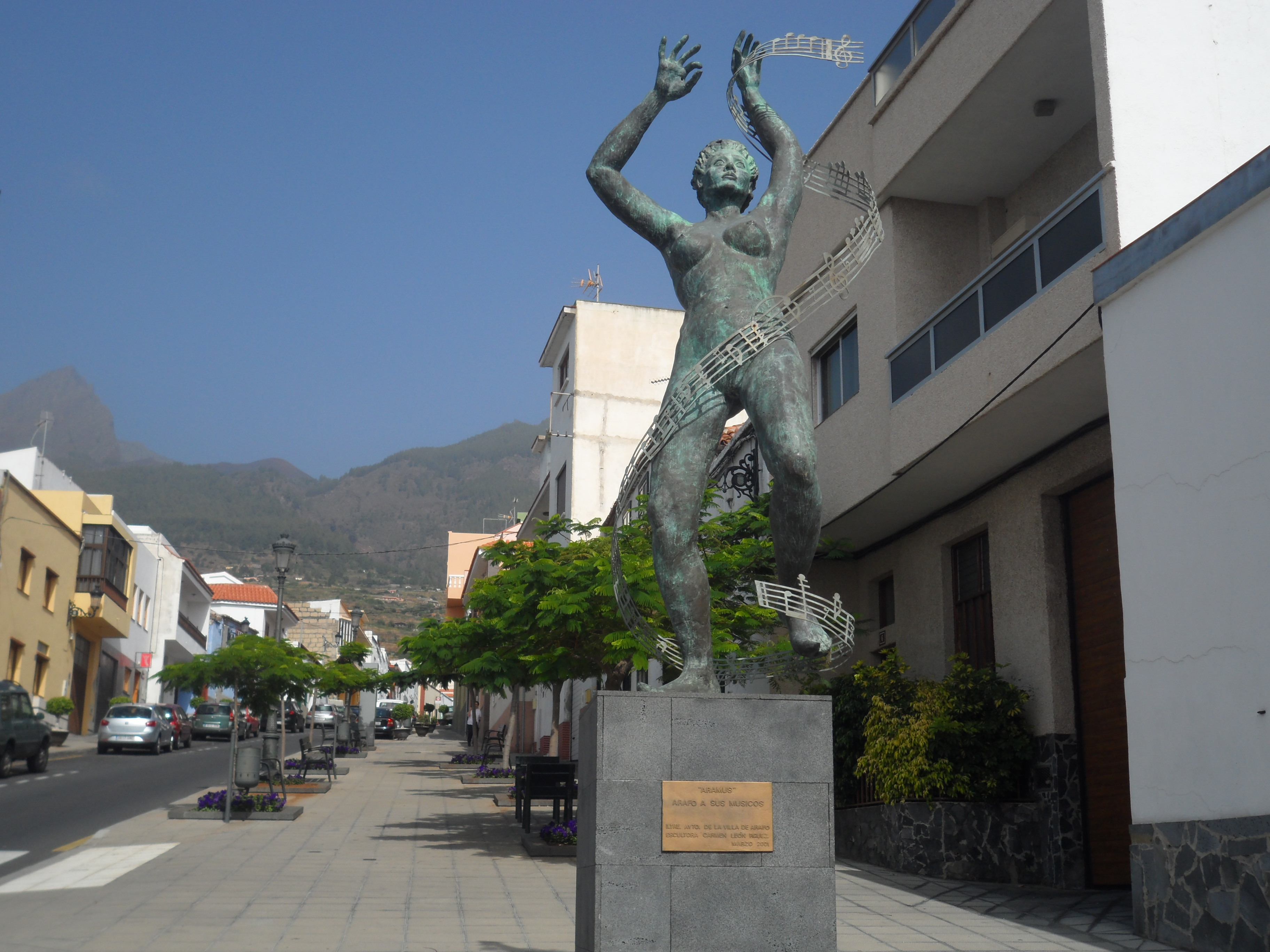
"Homenaje a los Músicos" escultura cuya autora, Carmen León, denominó "Aramus".

Arafo abarca una superficie de 26,27 km², correspondiéndose con la parte media y alta del municipio. Posee una altitud media de 1.021 m s. n. m., si bien el núcleo urbano se localiza a unos 460 m s. n. m.
Gran parte de la superficie de la localidad es rural y natural, estando incluida en los espacios naturales protegidos del  Parque Natural de la Corona Forestal y del Paisaje Protegido de Siete Lomas.
Como capital administrativa del municipio, en Arafo se localizan las principales infraestructuras. Aquí se encuentran el edificio del ayuntamiento, el juzgado de paz, la comisaría de la policía local, así como el cementerio y tanatorio municipales, las iglesias de San Juan Degollado y Nuestra Señora del Carmen, la ermita de La Cruz, un centro de salud, el Centro Geriátrico María Auxiliadora, una biblioteca, un auditorio, una oficina de Correos, el Colegio de Enseñanzas Obligatorias Andrés Orozco, un colegio infantil y el Centro para la Formación de Artesanos Villa de Arafo, instalaciones deportivas —terrero insular de lucha canaria y campo municipal de fútbol Blas Reyes—, la Casa Municipal de Los Jóvenes, el Casino Unión y Progreso Villa de Arafo, la Sociedad Filarmónica Nivaria, la Bodega Comarcal Valle de Güímar, el Mercadillo del Agricultor, así como entidades bancarias, parques infantiles, plazas públicas, una gasolinera y una farmacia, además de otros comercios, bares y restaurantes.
En la carretera de la cumbre se encuentran los miradores de Montaña Colorada, Chimague y La Crucita, así como la zona recreativa Los Frailes.
De interés turístico en Arafo se hallan la escultura «Homenaje a los Músicos», situada en la plazoleta de José Rodríguez Ramírez, y el
Molino de Gofio de 1895. Además, en Arafo se localizan dos de los árboles monumentales de la isla, el conocido como Pino del Señor, ejemplar de Pinus canariensis de 18 metros de altura, y la Sabina de los Loros, sabina canaria Juniperus turbinata de 6 metros de altura.
Aquí se localizan además los tres Bienes de Interés Cultural que posee el municipio: el Sitio Etnológico «Molino y Lavaderos de Arafo», y los Sitios Históricos «Lo de Ramos» —uno de los primeros asentamientos de una orden religiosa -los agustinos- en la comarca y lugar de introducción del viñedo en Arafo— y «La Casa de La Esquina de Los Carros» —antigua casa de campo correspondiente a la arquitectura rural tradicional del sur de Tenerife—.

## Demografía
| Año        | 2000  | 2001  | 2002  | 2003  | 2004  | 2005  | 2006  | 2007  | 2008  | 2009  | 2010  | 2011  | 2012  | 2013  |
| ---------- | ----- | ----- | ----- | ----- | ----- | ----- | ----- | ----- | ----- | ----- | ----- | ----- | ----- | ----- |
| Habitantes | 3.916 | 4.037 | 4.129 | 4.068 | 4.147 | 4.142 | 4.133 | 4.120 | 4.130 | 4.217 | 4.209 | 4.163 | 4.148 | 4.139 |

## Fiestas
En Arafo se celebran fiestas patronales en honor a San Juan Degollado y a San Agustín en el mes de agosto. Destacan la Romería de San Agustín, declarada de Interés Turístico en 1982, el Encuentro Regional de Coplas, el Certamen de Bandas de Música, la Coronación de la Reina y Romera mayor y la festividad de San Bernardo, dedicada a los niños.

## Comunicaciones
Se llega al barrio principalmente a través de la Carretera Arafo-La Hidalga TF-245 y por la Carretera Güímar-Arafo TF-525.

### Transporte público
Posee una parada de taxi en la avenida Reyes de España.
En Arafo se encuentra una estación de autobuses —guaguas—, quedando conectada la ciudad mediante las siguientes líneas de TITSA:
| Línea | Trayecto                                                                     | Recorrido     |
| ----- | ---------------------------------------------------------------------------- | ------------- |
| 121   | Sta. Cruz - Güímar (por Arafo)                                               | Horario/Línea |
| 126   | Candelaria - Guajara (Universidad) - H. U. La Candelaria - Intercambiador SC | Horario/Línea |

## Lugares de interés
- Ayuntamiento de la Villa de Arafo
- Iglesia de San Juan Degollado
- Capilla del Pino del Señor
- Auditorio Juan Carlos I
- Casino Unión y Progreso
- Sociedad Filarmónica Nivaria
- Bodega Comarcal Valle de Güímar
- Mercadillo del Agricultor de la Villa de Arafo
- Miradores de Montaña Colorada, Chimague y La Crucita
- Zona recreativa Los Frailes
- Sitio Etnológico «Molino y Lavaderos de Arafo» (BIC)
- Sitio Histórico «Lo de Ramos» (BIC)
- Sitio Histórico «La Casa de La Esquina de Los Carros» (BIC)